# ГЕС Wilbur D. Mills
ГЕС Wilbur D. Mills – гідроелектростанція у штаті Арканзас (Сполучені Штати Америки). Знаходячись після ГЕС Мюррей (45,4 МВт), становить нижній ступінь каскаду на річці Арканзас, правій притоці Міссісіпі (басейн Мексиканської затоки). 
Ще у 1960-х роках на Арканзасі звели комбіновану греблю висотою 16 метрів, яка включає бетонну водопропускну (довжина 344 метри) та земляну (довжина 1150 метрів) ділянки. Остання перекриває праву частину теперішнього русла та вихід у єрик. 
В 1999-му комплекс доповнили інтегрованим у земляну ділянку греблі машинним залом, який обладнали чотирма турбінами типу Каплан загальною потужністю 108 МВт. При напорі у 13,6 метра вони забезпечують виробництво 351 млн кВт-год електроенергії на рік.
Видача продукції відбувається по ЛЕП, розрахованій на роботу під напругою 115 кВ.